# 大矢知站
大矢知站（日语：／ Ōyachi eki */?）是位於三重縣四日市市大矢知町，屬於三岐鐵道的三岐線車站。

## 歷史
- 1931年（昭和6年）7月23日 - 此站啟用[1]。

## 車站構造
本站是地面車站，設有1面2線的島式月台。北邊月台為富田方向，南邊月台為藤原方向。月台北邊設有檢票口，月台與檢票口之間設有站內平交道。站名標在標示了曾經存在的鄰站「三岐朝明」車站。過去曾經設有行李起卸服務和貨物月台。此站是簡易委託車站。

## 利用狀況
根據「三重縣統計書」，以下為1日平均乘車人次。
| 年度   | 一日平均 乘車人次 |
| ------ | ----------------- |
| 1997年 | 311               |
| 1998年 | 300               |
| 1999年 | 281               |
| 2000年 | 274               |
| 2001年 | 268               |
| 2002年 | 274               |
| 2003年 | 269               |
| 2004年 | 292               |
| 2005年 | 298               |
| 2006年 | 313               |
| 2007年 | 325               |
| 2008年 | 336               |
| 2009年 | 314               |
| 2010年 | 308               |
| 2011年 | 308               |
| 2012年 | 301               |
| 2013年 | 327               |
| 2014年 | 337               |
| 2015年 | 357               |
| 2016年 | 369               |
| 2017年 | 376               |
| 2018年 | 404               |
| 2019年 | 369               |

## 車站周邊
- 四日市市立大矢知興讓小學（日语：四日市市立大矢知興譲小学校）
- 四日市市立大矢知幼稚園
- 四日市大矢知郵局
- 久留倍官衙遺蹟（日语：久留倍官衙遺跡）[3]（國家指定古蹟）

## 相鄰車站
三岐鐵道
三岐線本線（富田一方只讓貨運列車運行）
富田站－（三岐朝明信號場）－大矢知－平津
三岐線近鐵連絡線（所有旅客列車行駛此線）
近鐵富田－（三岐朝明信號場）－大矢知

## 註腳
1. 1 2  曾根悟（監修）. 朝日新聞出版分冊百科編集部（編集） , 编. . 週刊朝日百科. 26号 長良川鉄道・明知鉄道・樽見鉄道・三岐鉄道・伊勢鉄道. 朝日新聞出版. 2011-09-18: 24 （日语）.
2. ↑  三重県統計書 （页面存档备份，存于）（日語） - 三重縣
3. ↑  みんなで、守ろう！活かそう！三重の文化財 / 情報データベース / 久留倍官衙遺跡（日語）（2018年11月22日參閲。）